# Mount Atwood
Mount Atwood ist ein 1180 m hoher Berg im westantarktischen Marie-Byrd-Land. Er ragt am Westrand der Clark Mountains in den Ford Ranges auf.
Wissenschaftler der United States Antarctic Service Expedition (1939–1941) entdeckten ihn 1940 bei Flügen von deren Westbasis und benannten ihn nach den US-amerikanischen Geologen und Geographen W. W. Atwood Sr. (1872–1949) und W. W. Atwood Jr. (1906–1949), die gemeinsam an der Clark University glaziologische Studien betrieben.